# 岡山県立岡山南支援学校
岡山県立岡山南支援学校（おかやまけんりつ おかやまみなみしえんがっこう）は、岡山県岡山市南区に所在する特別支援学校。知的障害のある児童生徒を対象としている。

## 沿革
- 2006年4月1日 - 岡山県新設養護学校準備事務局を岡山県立興陽高等学校内に設置。大石隆夫事務局長ほか3名が発令。
- 2006年7月28日 - 学校名を「岡山県立岡山南養護学校」と内定。
- 2006年10月6日 - 岡山県立新設養護学校開校準備事務局を新校舎内へ移転。
- 2007年1月1日 - 岡山県立岡山南養護学校を設置。初代校長に大石隆夫ほか3名が発令。
- 2007年4月1日 - 開校。
- 2007年4月12日 - 開校式を挙行。
- 2007年10月31日 - 開校記念式典を挙行。
- 2009年1月9日 - 緑化整備（正門周辺、中庭、農場東側）。
- 2009年1月28日 - 風力・太陽光発電システムを設置（エネルギー教育用）。
- 2010年4月1日 - 校名を「岡山県立岡山南支援学校」に変更。
- 2011年11月1日 - プレハブ校舎完成[1]。

## 学区
- 岡山市
  - 岡山中央、桑田、岡輝、福浜、福南、芳泉、芳田、光南台、妹尾、福田、興除、藤田、灘崎中学校区
  - 東陽中学校区（高等部は岡山県立岡山南支援学校と倉敷市立倉敷支援学校のいずれかを選択可能）
- 玉野市
- 早島町[1]

## スクールバスコース
- 岡山東回りコース
- 岡山中央コース
- 岡山西回りコース
- 玉野方面コース[2]

## 学校間交流
- 岡山市立興除小学校[3]
- 岡山市立藤田中学校[4]
- 岡山県立興陽高等学校[5]

## 歴代校長一覧
| 代   | 氏名      | 就任日        |
| ---- | --------- | ------------- |
| 初代 | 大石 隆夫 | 2007年1月1日  |
| 2代  | 木本 陽一 | 2010年4月1日  |
| 3代  | 川口 洋二 | 2013年4月1日  |
| 4代  | 森本 克美 | 2015年4月1日  |
| 5代  | 河合 勇   | 2015年12月1日 |
| 6代  | 林 栄昭   | 2019年4月1日  |
| 7代  | 木村 泰清 | 2022年4月1日  |
| 8代  | 本井 健太 | 2025年4月1日  |

## 所在地
〒701-0212　岡山県岡山市南区内尾721-3

## アクセス
- 下電バス：妹尾駅南口（8:30発）→ 学校（8:40着）
- 両備バス：岡山駅2番のりば（8:07発）→ 天満屋10番のりば（8:14発）→ 学校（8:53着）
- JR瀬戸大橋線・宇野線 妹尾駅から徒歩で約25分
- 国道30号線 興陽高校前バス停から車で約5分